# روا آی
خودروی روا آی (به انگلیسی: REVAi) که در بریتانیا به نام G-Wiz شناخته می‌شود یک خودروی کوچک الکتریکی است که به وسیله تولیدکننده هندی به نام REVA Electric و از سال ۲۰۰۱ تولید می‌گردد. شرکت REVA تا سال ۲۰۱۱ بیش از ۴۰۰۰ دستگاه از این نوع خودرو را در ۲۶ کشور جهان به فروش رسانده‌است. در بسیاری از کشورها REVAi استانداردهای کافی جهت به رسمیت شناخته شدن به عنوان یک خودروی کامل را بدست نیاورده به نحوی که در سایر کلاسها نظیر خودروی شبه برقی در آمریکا و چهارچرخه موتوری در اروپا طبقه‌بندی شده‌است. این خودرو در ابتدا تحت نام REVA شناخته می‌شد که بعداً با تغییرات و بهینه‌سازی‌های انجام شده بر روی آن تحت نام REVAi و با قابلیت‌های بهتر عرضه گردید. روی هم رفته مدل قدیمی و جدید آن لقب پرفروشترین خودروی برقی جهان را تا اواخر سال ۲۰۰۹ به خود اختصاص داده‌است.

## طراحی

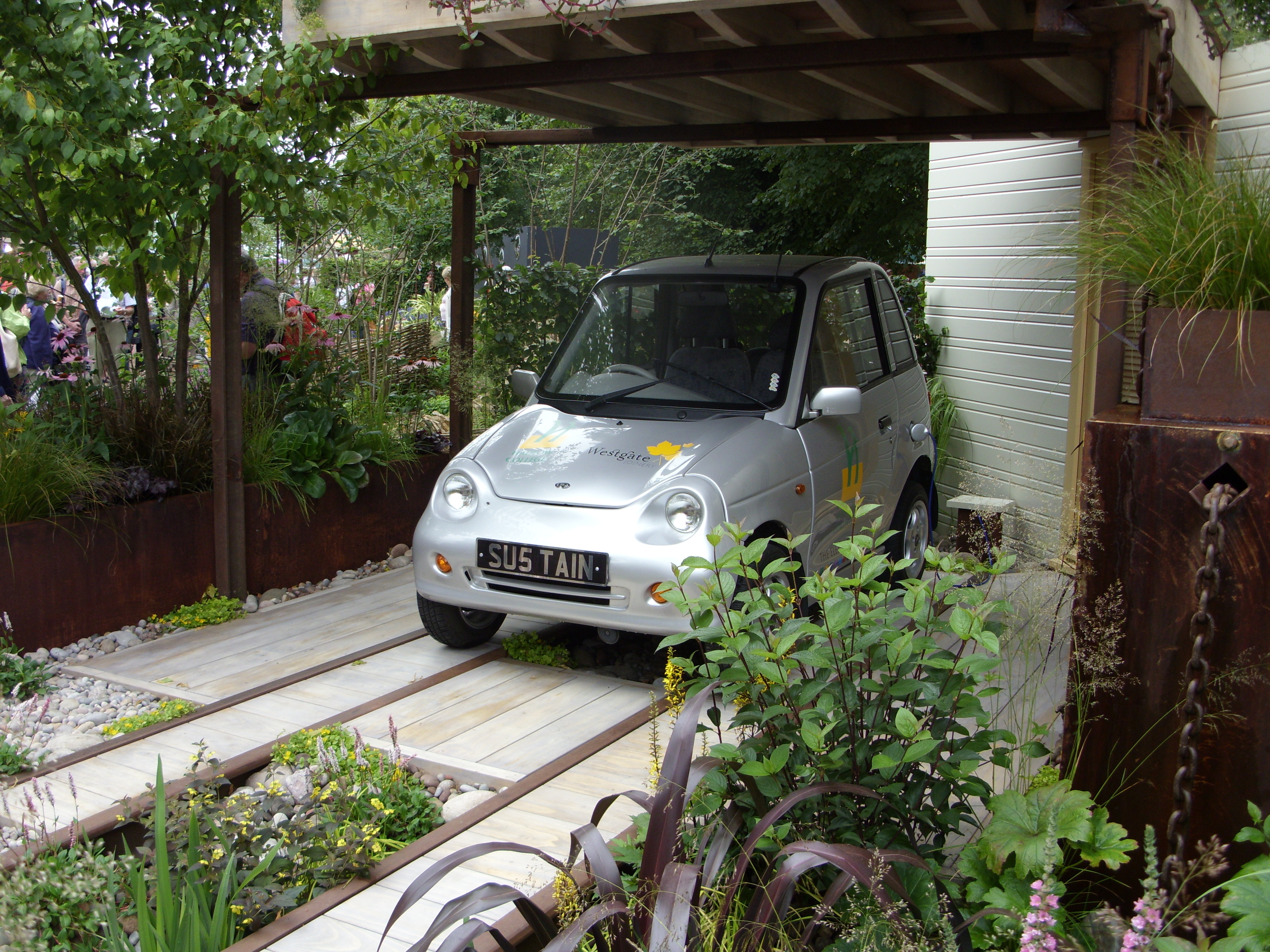
خودروی روا آی

REVAi یک خودروی هاچ بک ۳ در و کوچک است که دارای ابعاد 2.6m طول، 1.3mعرض و 1.5m ارتفاع می‌باشد. این خودرو قابلیت حمل ۲ بزرگسال در جلو و ۲ کودک را در صندلیهای عقب دارا بوده و صندلیهای عقب می‌توانند به منظور ایجاد فضا برای حمل بار بیشتر کاملاً خوابانده شوند. حداکثر وزن مسافر و بار این خودرو به صورت توأم ۲۷۰ کیلوگرم می‌باشد. REVAi به منظور سفرهای درون‌شهری و به ویژه تردد بین منزل و محل کار خصوصاً در ترافیکهای سنگین طراحی شده و در اروپا این خودرو تحت عنوان چهارچرخه سنگین (Category L7)طبقه‌بندی شده‌است. این خودرو دارای اجازه صادرات به آمریکا است به شرطی که دارای محدودکننده سرعت به کمتر از ۲۵ مایل در ساعت بوده و به منظور رفت‌وآمدهای کوتاه (Neighborhood Electric Vehicle) از آن استفاده گردد.

## مدل‌ها

### REVA
مدل اولیه این خودرو که از سالهای ۲۰۰۱ تا ۲۰۰۷ تولید می‌شد REVA نام گرفت (در بریتانیا G-Wiz). نیروی محرکه این خودرو از طریق یک موتور 4.8 Kw (4.6 hp) تأمین می‌گردد که توسط یک کنترلر DC با جریان خروجی 400A کنترل شده و حداکثر توان آن به 13.1kw (17.6hp) بالغ می‌گردد. این توان از طریق ۸ عدد باتری 6V-200Ah که به صورت سری و دارای ولتاژ نهایی 48V هستند بدست آمده و در زیر صندلی جلوی خودرو تعبیه شده‌اند. این مدل به دلیل عدم وجود شاسی قدرتمند قادر به گذراندن تستهای استاندارد تصادف با سرعت 40 km/h (25mph) نبود.

### REVAi
در ژانویه سال ۲۰۰۸ یک مدل جدید از این خودرو به نام REVAi به بازار معرفی شد که دارای یک سیستم درایو AC است و باعث می‌شود سرعت آن به حداکثر 80km/h (50mph) افزایش یابد. این درایو ۳۵۰ آمپری یک موتور AC سه فاز با توان حداکثر 13Kw (17 hp) که نیروی محرکه خودرو است را کنترل می‌نماید. همانند مدل REVA توان الکتریکی این خودرو نیز از طریق ۶ عدد باتری 6V-200Ah که در زیر صندلیهای جلو تعبیه شده‌اند بدست می‌آید. این خودرو دارای یک سوئیچ تقویتی (boost) می‌باشد که با فعال شدن آن ۴۰٪ گشتاور اضافی جهت شتابگیری بهتر و توانائی بالا رفتن از مسیرهای کوهستانی به آن افزوده شده و حداکثر سرعت آن را نیز به 80km/h می‌رساند. وزن این خودرو 665kg بوده که 270kg از آن مربوط به باتریهاست. مسافت نرمال پیموده شده توسط REVAi با یک بار شارژ حدود 80km است که البته درصورت رانندگی سریع یا استفاده از بخاری و کولر خودرو این مسافت کاهش خواهد یافت. جهت تصحیح مشکلات ایمنی مدل قبلی با همکاری شرکت لوتوس، ویژگیهای ایمنی متعدد و جدیدی به این خودرو افزوده شده‌است که از جمله ترمزهای دیسکی در جلو و شاسی تقویت شده را می‌توان نام برد که به خوبی تست‌های تصادف در سرعت 40km/h را بوسیله مؤسسه استاندارد ARIA در کشور هند گذرانده‌است.

### REVA L-ion
در ژانویه سال ۲۰۰۹ مدل جدیدی به بازار ارائه شد که REVA L-ion نام گرفت. این مدل از نظر ظاهر مشابه مدل REVAi است ولی باتریهای آن از نوع Li-ion (Lithium-ion) بوده که علاوه بر کاهش وزن خودرو به 565kg، کاهش زمان شارژ به ۶ ساعت و افزایش مسافت طی شده بعد از یک شارژ کامل تا 120km را نیز به همراه داشته‌است. همچنین عملکرد این باتریها کمتر تحت تأثیر تغییرات دما قراردارد. علاوه بر تغییر در باتریها، REVA L-ion دارای یک پانل خورشیدی جهت شارژ باتریها به وسیله انرژی خورشیدی برروی سقف آن است. همچنین افزون بر باتری شارژر نصب شده برروی خودرو، یک ایستگاه شارژ باتری ۳فاز که نیازمند اتصال برق ۳فاز است نیز آماده ارائه می‌باشد که در عرض ۱ ساعت قادر به شارژ ۹۰ درصد ظرفیت باتری‌های خودرو خواهد بود.

## قیمت
بیش از ۴۰۰۰ دستگاه از مدلهای مختلف REVA تا اواسط مارس ۲۰۱۱ فروخته شده که کشورهای واردکننده این خودرو عبارتند از: اتریش، برزیل، شیلی، کلمبیا، کاستاریکا، قبرس، فرانسه، آلمان، یونان، مجارستان، ایسلند، هند، ایرلند، نروژ، ژاپن، مالتا، موناکو، نپال، جزایر نورفولک، پرو، فیلیپین، پرتغال، اسپانیا، سریلانکا و بریتانیا. قیمت این خودرو، هم‌اکنون در بریتانیا تقریباً ۹۹۹۵ یورو برای مدل استاندارد (مدل G-Wiz) است. این خودرو از پرداخت شارژ مربوط به نقاط پرترافیک لندن معاف است چرا که به عنوان خودروی الکتریکی طبقه‌بندی شده‌است. این خودرو همچنین در کشورهای اروپایی دیگر نظیر اسپانیا و نروژ نیز فروخته شده‌است. در کاستاریکا، REVAi در مارس ۲۰۰۹ وارد شد و به قیمت ۱۳۰۰۰ دلار آمریکا فروخته شد. در بازار شیلی این خودرو ۱۲۰۰۰ دلار آمریکاقیمت گذاری شده‌است. در جمهوری ایرلند خودروی REVAi به قیمت ۱۱۵۰۰ یورو قیمت گذاری شده و مدل بهتر آن با نام REVA L-ion به قیمت ۱۷۵۰۰ یورو به فروش می‌رسد. همچنین در هندوستان REVA به مبلغ ۳۵۰٬۰۰۰ روپیه به فروش رسیده و هزینه شارژ آن 0.8 cent/Km برآورد می‌گردد که باید در کنار قیمت 1.3 USD/Liter برای بنزین در هند مورد توجه قرار گیرد.

## ملاحظات ایمنی
REVA از اکثر مقررات ایمنی تصادفات در اروپا به دلیل وزن کم و طبقه‌بندی شدن در ردیف چهارچرخه‌های سنگین به جای خودرو معاف شده‌است. دپارتمان حمل و نقل بریتانیا پس از آزمون تصادف، یک دستگاه خودروی REVA مدل G-Wiz (که اکنون از رده تولید خارج است) با مانع غیرقابل انعطاف در ۲۴ آوریل ۲۰۰۷، ملاحظات جدی ایمنی را در این خودرو مشخص نمود. مشابه همین تست، یک آزمایش دیگر نیز که به وسیله مجله Top Gear و بر اساس مقررات تست تصادفات NCAP اروپا انجام پذیرفت، مشخص کرد که سرنشینان این خودرو در تصادفات با سرعت 64 Km/h متحمل صدمات جدی و بعضاً بسیار جدی خواهند شد. در نتیجه آزمونهای یاد شده، مدلهای REVAi و REVA L-ion شامل ویژگی‌های متعدد ایمنی نظیر ترمزهای دیسکی جلو و شاسی تقویت شده و با طراحی مجدد هستند که آزمون تصادفات آن توسط ARAI در هند موفقیت‌آمیز بوده‌است. فیلم آزمون تصادف از جلوی مدل جدید با سرعت 40 Km/h هم‌اکنون به صورت آنلاین در دسترس قراردارد. کمپانی تولید REVA (RECC) در سال ۲۰۰۸ مدعی شد که این خودرو دارای رکورد ایمنی عالی است به نحوی که در مجموع ۸۰ میلیون کیلومتر کاربرد این خودرو در سراسر جهان، حتی یک مورد فوت یا وارد آمدن صدمه جدی به سرنشینان رخ نداده‌است.